# Ramsaugebirge
Ramsaugebirge är en bergskedja i Österrike.   Den ligger i förbundslandet Oberösterreich, i den centrala delen av landet, 220 km väster om huvudstaden Wien.
I omgivningarna runt Ramsaugebirge växer i huvudsak blandskog. Runt Ramsaugebirge är det ganska tätbefolkat, med 70 invånare per kvadratkilometer.